# Double Platinum
Double Platinum és l'àlbum en directe de la banda Kiss.

## Llista de cançons
Disc 1
1. Strutter '78 – 03:41
2. Do You Love Me? – 03:33
3. Hard Luck Woman – 03:24
4. Calling Dr. Love – 03:20
5. Let Me Go, Rock 'N Roll – 02:15
6. Love Gun – 03:27
7. God of Thunder – 04:30
8. Firehouse – 03:20
9. Hotter Than Hell – 03:30
10. I Want You – 03:02

Disc 2
1. Deuce – 03:02
2. 100,000 Years – 03:24
3. Detroit Rock City – 04:26
4. Rock Bottom (intro)/She – 05:27
5. Rock And Roll All Nite – 02:45
6. Beth – 02:45
7. Makin' Love – 03:12
8. C'mon And Love Me – 02:54
9. Cold Gin – 04:31
10. Black Diamond – 04:14